# トム・ハーキン
トーマス・リチャード「トム」・ハーキン（Thomas Richard "Tom" Harkin,  1939年11月19日 - ）は、アメリカ合衆国の政治家。民主党所属。1985年から2015年までアイオワ州選出の連邦上院議員を務めた。その間、上院の農業委員長を何度も務めている。

## 生い立ち
ハーキンはアイオワ州カミングで生まれた。父親は炭鉱夫、母親はスロベニア系で彼が10歳の時に亡くなった。1962年にアイオワ州立大学を卒業した後、1962年から1967年まで海軍に所属した。その間に日本の厚木基地やグァンタナモ米軍基地に配属された。その後、1972年には法務博士号を取得している。

## 政治歴
1974年にアメリカ合衆国下院議員に当選した後、5回連続当選している。また、1984年からは上院議員に転じて4期連続当選している。
1992年アメリカ合衆国大統領選挙の民主党候補者指名争いでは、地元のアイオワ州の他に、アイダホ州、ミネソタ州で支持を集めたが他の州での支持が拡大できずにビル・クリントンが民主党の大統領候補に選ばれた。なおこの時の予備選挙では地元の利もありアイオワ州でハーキンは76%の得票で、クリントンはわずか2.8%の得票であった。
2000年アメリカ合衆国大統領選挙でもアル・ゴアの副大統領候補の1人として名前が挙がったが、ゴアはコネチカット州選出上院議員のジョー・リーバーマンを選んだ。
2001年9月にココア豆生産現場の児童労働をなくす目的で、エリオット・エンゲル下院議員とともに、「ハーキン・エンゲル議定書」を締結した。
2004年アメリカ合衆国大統領選挙ではハワード・ディーンを支持した。

## その他
- ビル・クリントンの選挙運動の内幕をモチーフに描いた小説『プライマリー・カラーズ』では工場労働者を擁護する立場で、典型的な昔気質の中西部民主党議員バート・ニルソンというキャラクターが、ハーキンをモチーフにしている。映画化された際にはロバート・シモンズが演じている。
- 兄が聴覚障碍者であったことから、障碍者の権利擁護に熱心に取り組んでいる。民主党大会では手話を交えスピーチするのが恒例である[2]。
- 2007年4月、韓国との米韓自由貿易協定締結に対して、牛肉輸入完全再開がされるまでは批准すべきでないと主張している[3]。